# Liliana Budicin-Manestar
Liliana Budicin-Manestar (Rovinj, 8. srpnja 1940. – Rovinj, 9. ožujka 2000.) bila je hrvatska sopranistica, ali i vrlo popularna pjevačica zabavne glazbe. Bila je istaknuta pripadnica talijanske manjine u Hrvatskoj i ugledna članica Zajednice Talijana grada Rovinja.

## Životopis
Liliana Budicin-Manestar je u rodnome gradu javno nastupala već u najranijem djetinjstvu. Maturirala je 1958. na Talijanskoj gimnaziji u Rovinju, a potom je učila solopjevanje kod Marije Borčić na Glazbenoj školi Vatroslava Lisinskog i Muzičkoj akademiji u Zagrebu. Studij pjevanja završila je 1966. te istodobno postala članicom opernoga zbora HNK u Zagrebu. U zagrebačkoj je Operi ostvarila i niz epizodnih uloga, a osobito se istaknula kao Esmeralda u Prodanoj nevjesti Bedřicha Smetane, Siebel u Faustu Charlesa Gounoda, paž Tebaldo u Don Carlosu Giuseppea Verdija i Barbarina u Figarovu piru Wolfganga Amadeusa Mozarta.
Često je gostovala u zabavno-glazbenim televizijskim emisijama te nastupala na poznatim festivalima zabavne glazbe, primjerice Festivalu kajkavskih popevki u Krapini, Zvucima Panonije u Osijeku, Melodijama sonca in morja u Piranu i Portorožu te Melodijama Istre i Kvarnera. Na ovom posljednjem je često pjevala u duetu s Mirkom Cetinskim, ali je nastupala i s mnogim drugim estradnim umjetnicima, primjerice Ninom Bartolijem, Angelom Tarticchiom, Tonijem Kljakovićem i kvartetom Studio. Sudjelovala je i na zagrebačkom Muzičkom biennalu te gostovala u Sjedinjenim Američkim Državama, Australiji i Sovjetskom Savezu. Osim uobičajenih sopranskih arija, na inozemnim je turnejama vrlo često interpretirala i popijevke hrvatskih skladatelja. Osim njezinih trajno zabilježenih interpretacija za radio i televiziju, objavljeno je i nekoliko albuma dalmatinskih pjesama, koje je pjevala u duetima s Borisom i Vickom Nikolićem.

## Diskografija (izbor)
- 1971. – Ljiljana Budičin-Manestar i Boris Nikolić: Dalmatinske narodne pjesme, Jugoton, EPY-4407
- 1973. – Ljiljana Budičin-Manestar i Boris Nikolić: Poći ću na more, Jugoton, LPY-S-61038
- 1980. – Ljiljana Budičin-Manestar: Canzonette E Ricordi, Jugoton,  LSY-61520

## Nagrade i priznanja
- 1971. – druga nagrada publike na festivalu Melodije Istre i Kvarnera za izvedbu pjesme „Che bel, che bel“ u duetu s Mirkom Cetinskim[5]
- 1972. – treća nagrada publike na festivalu Melodije Istre i Kvarnera za izvedbu pjesme „Amor de pescador“ u duetu s Mirkom Cetinskim[6]
- 1973. – treća nagrada publike na festivalu Melodije Istre i Kvarnera za izvedbu pjesme „Insieme in riva al mar“ u duetu s Mirkom Cetinskim[7]
- 1974. – treća nagrada publike na festivalu Melodije Istre i Kvarnera za izvedbu pjesme „Mala Ane“ u duetu s Mirkom Cetinskim i uz pratnju Vokalnog ansambla »Rivijera«[8]
- 1977. – druga nagrada publike na festivalu Melodije Istre i Kvarnera za izvedbu pjesme „Vitica“ u duetu s Mirkom Cetinskim[9]
- 1978. – druga nagrada publike na festivalu Melodije Istre i Kvarnera za izvedbu pjesme „La partidina“[10]
- 1981. – prva nagrada publike na festivalu Melodije Istre i Kvarnera za izvedbu pjesme „Andemo in barca“ u duetu s Angelom Tarticchiom[11]

## Vanjske poveznice
- LZMK / Istarska enciklopedija – Massimo Brajković: »Budicin-Manestar, Liliana« (životopis)
- LZMK / Hrvatski biografski leksikon – Mario Kinel: »Budičin-Manestar, Liliana (Ljiljana)« (životopis)
- Discogs.com – Ljiljana Budičin-Manestar (diskografija)
- Turistička zajednica Rovinj: Koncert Ronald Braus i gosti uz sjećanje na Lilianu Budicin Manestar  Arhivirana inačica izvorne stranice od 10. ožujka 2016. (Wayback Machine)